# Gollak
Gollak (albanisch auch Gollaku, serbisch Гољак Goljak) ist eine gebirgige Region an der Grenze zwischen dem östlichen Kosovo und Serbien. Die höchste Erhebung dieses Gebirges ist der Berg Grot mit 1327 Metern. Derzeit ist die Region nur durch eine Straße befahrbar.
Im Gollak herrscht ein kontinentales Klima mit kalten Wintern (durchschnittlich −5,8 °C) und heißen Sommern, die Jahresdurchschnittstemperatur beträgt 12,6 °C. Die Vegetation ist – wie im gesamten Kosovo – sehr vielfältig.